# Poedinok (film 1944)
Poedinok (Поединок) è un film del 1944 diretto da Vladimir Grigor'evič Legošin.